# Fed Cup 2009 Zona Euro-Africana Group I - Pool B
Il Gruppo B della zona Euro-Africana Group I nella Fed Cup 2009 è uno dei 4 gruppi in cui è suddiviso il Group I della zona Euro-Africana. Quattro squadre si sono scontrate nel formato round robin.
|   | Pool B                     | Polonia | Svezia | Romania | Bosnia ed Erzegovina |
| 1 | Polonia (3-0)              |         | 3-0    | 2-1     | 2-1                  |
| 2 | Svezia (2-1)               | 0-3     |        | 3-0     | 3-0                  |
| 3 | Romania (1-2)              | 1-2     | 0-3    |         | 3-0                  |
| 4 | Bosnia ed Erzegovina (0-3) | 1-2     | 0-3    | 0-3     |                      |

## Bosnia-Erzegovina vs. Svezia
| Bosnia ed Erzegovina 0 | Coral Tennis Club, Tallinn, Estonia 4 febbraio 2009 cemento indoor | Coral Tennis Club, Tallinn, Estonia 4 febbraio 2009 cemento indoor | Svezia 3 |     |   |  |
| \| \| \| \| 1 \| 2 \| 3 \| \| \| - \| \| --------------------------------------------------------------- \| --- \| --- \| - \| \| \| 1 \| \| Sandra Martinović Johanna Larsson \| 1 6 \| 1 6 \| \| \| \| 2 \| \| Mervana Jugić-Salkić Sofia Arvidsson \| 2 6 \| 3 6 \| \| \| \| 3 \| \| Anita Husaric / Dijana Stojic Sofia Arvidsson / Johanna Larsson \| 0 6 \| 1 6 \| \| \| |                                                                    |                                                                    |          |     |   |  |
| |                                                                    |                                                                    | 1        | 2   | 3 |  |
| 1 | Bosnia ed Erzegovina (bandiera) · Svezia (bandiera)                | Sandra Martinović Johanna Larsson                                  | 1 6      | 1 6 |   |  |
| 2 | Bosnia ed Erzegovina (bandiera) · Svezia (bandiera)                | Mervana Jugić-Salkić Sofia Arvidsson                               | 2 6      | 3 6 |   |  |
| 3 | Bosnia ed Erzegovina (bandiera) · Svezia (bandiera)                | Anita Husaric / Dijana Stojic Sofia Arvidsson / Johanna Larsson    | 0 6      | 1 6 |   |  |

## Polonia vs. Romania
| Polonia 2 | Coral Tennis Club, Tallinn, Estonia 4 febbraio 2009 cemento indoor | Coral Tennis Club, Tallinn, Estonia 4 febbraio 2009 cemento indoor       | Romania 1 |     |   |  |
| \| \| \| \| 1 \| 2 \| 3 \| \| \| - \| \| ------------------------------------------------------------------------ \| --- \| --- \| - \| \| \| 1 \| \| Katarzyna Piter Monica Niculescu \| 1 6 \| 4 6 \| \| \| \| 2 \| \| Agnieszka Radwańska Sorana Cîrstea \| 6 1 \| 6 3 \| \| \| \| 3 \| \| Klaudia Jans-Ignacik / Alicja Rosolska Sorana Cîrstea / Monica Niculescu \| 6 4 \| 6 0 \| \| \| |                                                                    |                                                                          |           |     |   |  |
| |                                                                    |                                                                          | 1         | 2   | 3 |  |
| 1 | Polonia (bandiera) · Romania (bandiera)                            | Katarzyna Piter Monica Niculescu                                         | 1 6       | 4 6 |   |  |
| 2 | Polonia (bandiera) · Romania (bandiera)                            | Agnieszka Radwańska Sorana Cîrstea                                       | 6 1       | 6 3 |   |  |
| 3 | Polonia (bandiera) · Romania (bandiera)                            | Klaudia Jans-Ignacik / Alicja Rosolska Sorana Cîrstea / Monica Niculescu | 6 4       | 6 0 |   |  |

## Polonia vs. Svezia
| Polonia 3 | Coral Tennis Club, Tallinn, Estonia 5 febbraio 2009 cemento indoor | Coral Tennis Club, Tallinn, Estonia 5 febbraio 2009 cemento indoor       | Svezia 0 |     |     |  |
| \| \| \| \| 1 \| 2 \| 3 \| \| \| - \| \| ------------------------------------------------------------------------ \| --- \| --- \| --- \| \| \| 1 \| \| Katarzyna Piter Johanna Larsson \| 6 4 \| 1 6 \| 6 4 \| \| \| 2 \| \| Agnieszka Radwańska Sofia Arvidsson \| 6 2 \| 6 3 \| \| \| \| 3 \| \| Klaudia Jans-Ignacik / Alicja Rosolska Sofia Arvidsson / Johanna Larsson \| 6 4 \| 6 2 \| \| \| |                                                                    |                                                                          |          |     |     |  |
| |                                                                    |                                                                          | 1        | 2   | 3   |  |
| 1 | Polonia (bandiera) · Svezia (bandiera)                             | Katarzyna Piter Johanna Larsson                                          | 6 4      | 1 6 | 6 4 |  |
| 2 | Polonia (bandiera) · Svezia (bandiera)                             | Agnieszka Radwańska Sofia Arvidsson                                      | 6 2      | 6 3 |     |  |
| 3 | Polonia (bandiera) · Svezia (bandiera)                             | Klaudia Jans-Ignacik / Alicja Rosolska Sofia Arvidsson / Johanna Larsson | 6 4      | 6 2 |     |  |

## Bosnia-Erzegovina vs. Romania
| Bosnia ed Erzegovina 0 | Coral Tennis Club, Tallinn, Estonia 5 febbraio 2009 cemento indoor | Coral Tennis Club, Tallinn, Estonia 5 febbraio 2009 cemento indoor           | Romania 3 |      |   |  |
| \| \| \| \| 1 \| 2 \| 3 \| \| \| - \| \| ---------------------------------------------------------------------------- \| --- \| ---- \| - \| \| \| 1 \| \| Sandra Martinović Monica Niculescu \| 2 6 \| 2 6 \| \| \| \| 2 \| \| Mervana Jugić-Salkić Sorana Cîrstea \| 3 6 \| 64 7 \| \| \| \| 3 \| \| Mervana Jugić-Salkić / Sandra Martinović Sorana Cîrstea / Ioana-Raluca Olaru \| 1 6 \| 2 6 \| \| \| |                                                                    |                                                                              |           |      |   |  |
| |                                                                    |                                                                              | 1         | 2    | 3 |  |
| 1 | Bosnia ed Erzegovina (bandiera) · Romania (bandiera)               | Sandra Martinović Monica Niculescu                                           | 2 6       | 2 6  |   |  |
| 2 | Bosnia ed Erzegovina (bandiera) · Romania (bandiera)               | Mervana Jugić-Salkić Sorana Cîrstea                                          | 3 6       | 64 7 |   |  |
| 3 | Bosnia ed Erzegovina (bandiera) · Romania (bandiera)               | Mervana Jugić-Salkić / Sandra Martinović Sorana Cîrstea / Ioana-Raluca Olaru | 1 6       | 2 6  |   |  |

## Romania vs. Svezia
| Romania 0 | Coral Tennis Club, Tallinn, Estonia 6 febbraio 2009 cemento indoor | Coral Tennis Club, Tallinn, Estonia 6 febbraio 2009 cemento indoor | Svezia 3 |        |     |  |
| \| \| \| \| 1 \| 2 \| 3 \| \| \| - \| \| ---------------------------------------------------------------- \| ---- \| ------ \| --- \| \| \| 1 \| \| Monica Niculescu Johanna Larsson \| 6 1 \| 6(1) 7 \| 3 6 \| \| \| 2 \| \| Sorana Cîrstea Sofia Arvidsson \| 75 6 \| 2 6 \| 5 7 \| \| \| 3 \| \| Mihaela Buzărnescu / Sorana Cîrstea Ellen Allgurin / Sandra Roma \| 1 2 \| \| \| \| |                                                                    |                                                                    |          |        |     |  |
| |                                                                    |                                                                    | 1        | 2      | 3   |  |
| 1 | Romania (bandiera) · Svezia (bandiera)                             | Monica Niculescu Johanna Larsson                                   | 6 1      | 6(1) 7 | 3 6 |  |
| 2 | Romania (bandiera) · Svezia (bandiera)                             | Sorana Cîrstea Sofia Arvidsson                                     | 75 6     | 2 6    | 5 7 |  |
| 3 | Romania (bandiera) · Svezia (bandiera)                             | Mihaela Buzărnescu / Sorana Cîrstea Ellen Allgurin / Sandra Roma   | 1 2      |        |     |  |

## Polonia vs. Bosnia-Erzegovina
| Polonia 2 | Coral Tennis Club, Tallinn, Estonia 6 febbraio 2009 cemento indoor | Coral Tennis Club, Tallinn, Estonia 6 febbraio 2009 cemento indoor              | Bosnia ed Erzegovina 1 |     |      |  |
| \| \| \| \| 1 \| 2 \| 3 \| \| \| - \| \| ------------------------------------------------------------------------------- \| --- \| --- \| ---- \| \| \| 1 \| \| Katarzyna Piter Dijana Stojic \| 6 1 \| 6 1 \| \| \| \| 2 \| \| Agnieszka Radwańska Mervana Jugić-Salkić \| 6 1 \| 4 6 \| 65 7 \| \| \| 3 \| \| Klaudia Jans-Ignacik / Katarzyna Piter Mervana Jugić-Salkić / Sandra Martinović \| 6 3 \| 3 6 \| 6 0 \| \| |                                                                    |                                                                                 |                        |     |      |  |
| |                                                                    |                                                                                 | 1                      | 2   | 3    |  |
| 1 | Polonia (bandiera) · Bosnia ed Erzegovina (bandiera)               | Katarzyna Piter Dijana Stojic                                                   | 6 1                    | 6 1 |      |  |
| 2 | Polonia (bandiera) · Bosnia ed Erzegovina (bandiera)               | Agnieszka Radwańska Mervana Jugić-Salkić                                        | 6 1                    | 4 6 | 65 7 |  |
| 3 | Polonia (bandiera) · Bosnia ed Erzegovina (bandiera)               | Klaudia Jans-Ignacik / Katarzyna Piter Mervana Jugić-Salkić / Sandra Martinović | 6 3                    | 3 6 | 6 0  |  |